# Манфред Жак
Манфред Жак (нім. Manfred Zsak, нар. 22 грудня 1964, Медлінг) — австрійський футболіст, що грав на позиції захисника. По завершенні ігрової кар'єри — тренер.
Виступав, зокрема, за «Аустрію» (Відень), з якою став триразовим чемпіоном Австрії та триразовим володарем Кубка Австрії, а також національну збірну Австрії, у складі якої був учасником чемпіонату світу 1990 року.

## Клубна кар'єра
У дорослому футболі дебютував 1982 року виступами за команду «Адміра-Ваккер», в якій провів п'ять сезонів, взявши участь у 129 матчах чемпіонату. Більшість часу, проведеного у складі «Адміри-Ваккер», був основним гравцем захисту команди.
Своєю грою за цю команду привернув увагу представників тренерського штабу однії з найкращих команд Австрії «Аустрії» (Відень), до складу якої приєднався 1987 року. Відіграв за столичну команду наступні дев'ять сезонів своєї ігрової кар'єри. Граючи у складі віденської «Аустрії» також здебільшого виходив на поле в основному складі команди. За цей час тричі виборював титул чемпіона Австрії і також тричі ставав володарем Кубка Австрії. Крім того після завершення кар'єри Герберта Прохазки у 1989 році Жак став новим капітаном клубу.
Згодом у сезоні 1996/97 грав у Бундеслізі у складі команд ГАК (Грац) та ЛАСК (Лінц), а завершив професіональну ігрову кар'єру у рідній команді «Адміра-Ваккер», за яку зіграв свої останні 17 ігор у вищому дивізіоні країни. Загалом він провів за кар'єру 408 ігор австрійської Бундесліги, після чого ще пограв в аматорських командах АСК, «Швехтат» та «Руст».

## Виступи за збірну
15 жовтня 1986 року дебютував в офіційних іграх у складі національної збірної Австрії в матчі кваліфікації на Євро-1988 проти Албанії (3:0).
У складі збірної був учасником чемпіонату світу 1990 року в Італії, зігравши у всіх 3 іграх — з Італією (0:1), Чехословаччиною (0:1) і США (2:1), а австрійці не змогли вийти з групи.

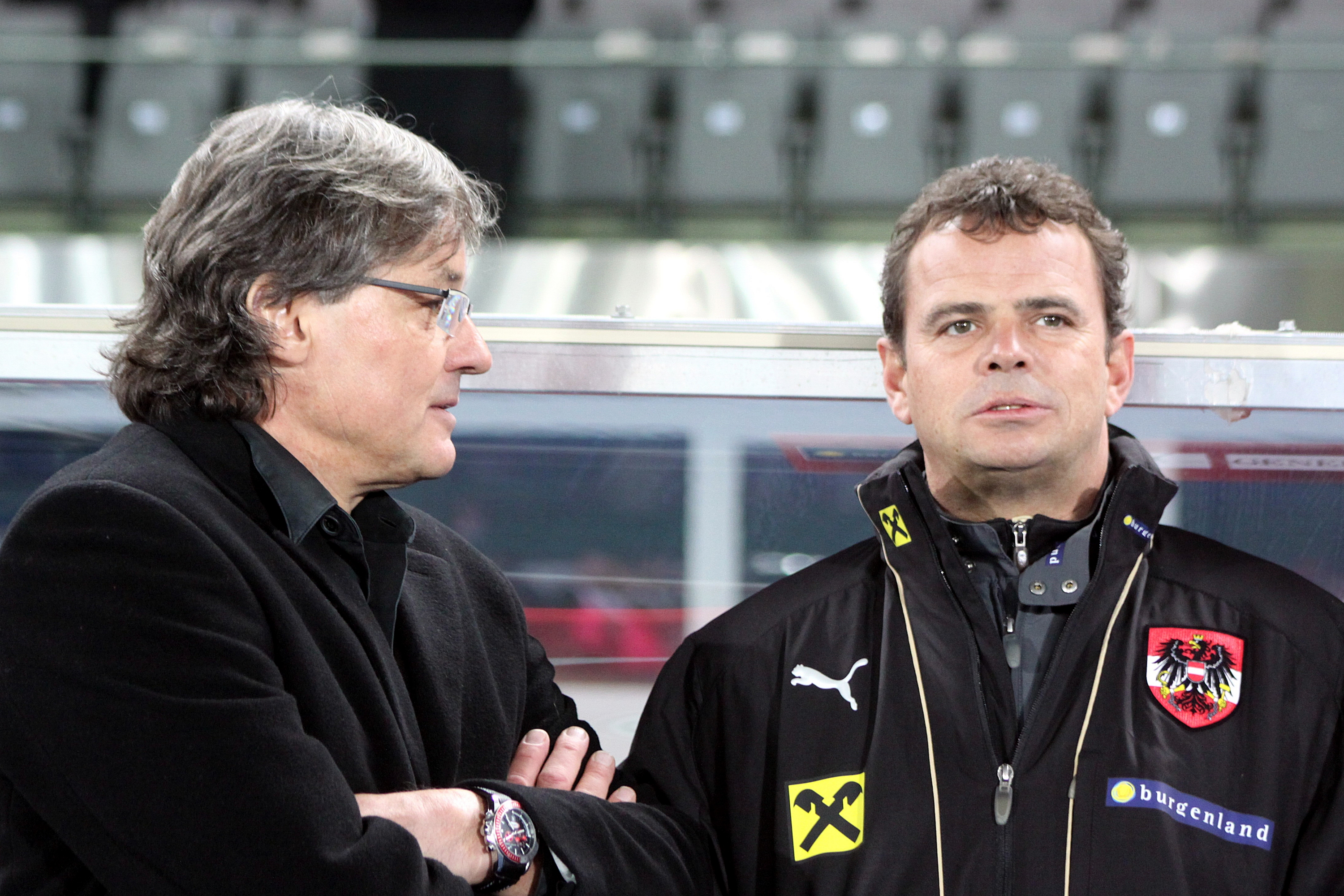
Манфред Жак (праворуч) та Дітмар Константіні у збірній Австрії. 2010 рік.

Загалом протягом кар'єри у національній команді, яка тривала 8 років, провів у її формі 49 матчів, забивши 5 голів.

## Кар'єра тренера
Жак працював в академії команди «Адміра Ваккер Медлінг», а також тренував команду поліцейських Відня. Також він працював у юнацьких та молодіжних командах Австрії. Тренерську Ліцензію Про УЄФА отримав у 2004 році.
З 2005 року почав працювати в Австрійській футбольній асоціації, де спочатку тренував юнацьку команду до 16 років, а 2006 року став головним тренером молодіжної збірної Австрії, яку тренував три роки.
З березня 2009 року входив до тренерського штабу Дітмара Константіні у національній збірній Австрії, але після приходу нового головного тренера Марселя Коллера у 2011 році повернувся до роботи з юнацькими збірними.

## Титули і досягнення
- Чемпіон Австрії (3):

«Аустрія» (Відень): 1990/91, 1991/92, 1992/93
- Володар Кубка Австрії (3):

«Аустрія» (Відень): 1989/90, 1991/92, 1993/94